# Aeroporto de Qaanaaq
Aeroporto de Qaanaaq (em gronelandês: Mittarfik Qaanaaq e em dinamarquês: Qaanaaq Lufthavn) é um aeroporto de Qaanaaq, uma vila no município de Avannaata, no noroeste da Gronelândia. Foi construído em 1991 e é o aeroporto mais a norte da Gronelândia.
Possui uma pista asfaltada com 900 metros de comprimento.

## Linhas aéreas e destinos
A Air Greenland serve o Aeroporto de Qaanaaq com voos de avião para o Aeroporto de Pituffik e para o Aeroporto de Upernavik e com voos de helicóptero para o Heliporto de Moriusaq e para o Heliporto de Siorapaluk.